# Eparchia di Sagar
L'eparchia di Sagar (in latino Eparchia Sagarensis) è una sede della Chiesa cattolica siro-malabarese in India suffraganea dell'arcidiocesi di Bhopal. Nel 2022 contava 4.200 battezzati su 5.656.000 abitanti. È retta dall'eparca James Athikalam, M.S.T.

## Territorio
L'eparchia comprende i distretti civili di Vidisha, Sagar, Raisen, Ashoknagar e Guna nello stato del Madhya Pradesh in India. Ha giurisdizione su tutti i fedeli cattolici, indipendentemente dal rito di appartenenza.
Sede eparchiale è la città di Sagar, dove si trova la cattedrale di Santa Teresa del Bambin Gesù.
Il territorio è suddiviso in 19 parrocchie.

## Storia
L'esarcato apostolico di Sagar fu eretto il 29 luglio 1968 con la bolla Quo aptius propiusque di papa Paolo VI, ricavandone il territorio dall'arcidiocesi di Bhopal.
Il 2 aprile 1973 in virtù del decreto De bono animarum della Congregazione per le Chiese orientali l'esarcato si ampliò, incorporando il distretto civile di Guna, che in precedenza era appartenuto alla diocesi di Ajmer-Jaipur (oggi divisa in diocesi di Ajmer e diocesi di Jaipur).
Il 26 febbraio 1977 l'esarcato apostolico è stato elevato al rango di eparchia con la bolla Divina verba dello stesso papa Paolo VI.

## Cronotassi dei vescovi
Si omettono i periodi di sede vacante non superiori ai 2 anni o non storicamente accertati.
- Clement Thottungal, C.M.I. † (29 luglio 1968 - 20 dicembre 1986 ritirato)
- Joseph Pastor Neelankavil, C.M.I. † (20 dicembre 1986 - 2 febbraio 2006 ritirato)
- Anthony Chirayath (2 febbraio 2006 - 12 gennaio 2018 ritirato)
- James Athikalam, M.S.T., dal 12 gennaio 2018

## Statistiche
L'eparchia nel 2022 su una popolazione di 5.656.000 persone contava 4.200 battezzati, corrispondenti allo 0,1% del totale.
| anno | popolazione | popolazione | popolazione | presbiteri | presbiteri | presbiteri | presbiteri                | diaconi | religiosi | religiosi | parrocchie |
| anno | battezzati  | totale      | %           | numero     | secolari   | regolari   | battezzati per presbitero | diaconi | uomini    | donne     | parrocchie |
| ---- | ----------- | ----------- | ----------- | ---------- | ---------- | ---------- | ------------------------- | ------- | --------- | --------- | ---------- |
| 1970 | 1.480       | 1.697.175   | 0,1         | 15         | 2          | 13         | 98                        |         | 15        | 30        | 3          |
| 1980 | 2.300       | ?           | ?           | 29         | 1          | 28         | 79                        |         | 50        | 120       | 8          |
| 1990 | 3.112       | 4.636.000   | 0,1         | 47         | 7          | 40         | 66                        | 2       | 62        | 227       | 26         |
| 1999 | 6.350       | 5.636.420   | 0,1         | 33         | 11         | 22         | 192                       | 1       | 39        | 314       | 27         |
| 2000 | 6.410       | 5.742.620   | 0,1         | 30         | 14         | 16         | 213                       | 1       | 26        | 193       | 26         |
| 2001 | 6.470       | 5.742.620   | 0,1         | 30         | 14         | 16         | 215                       |         | 27        | 193       | 26         |
| 2002 | 56.000      | 4.592.400   | 1,2         | 40         | 18         | 22         | 1.400                     | 1       | 33        | 198       | 26         |
| 2003 | 6.600       | 4.538.500   | 0,1         | 40         | 19         | 21         | 165                       | 1       | 26        | 209       | 26         |
| 2004 | 6.710       | 4.538.500   | 0,1         | 36         | 20         | 16         | 186                       | 1       | 30        | 219       | 25         |
| 2009 | 7.200       | 4.840.000   | 0,1         | 49         | 39         | 10         | 146                       | 1       | 19        | 230       | 40         |
| 2010 | 7.150       | 4.907.000   | 0,1         | 54         | 44         | 10         | 132                       | 1       | 18        | 230       | 40         |
| 2014 | 3.376       | 5.176.000   | 0,1         | 70         | 52         | 18         | 48                        |         | 27        | 261       | 40         |
| 2017 | 3.960       | 5.379.980   | 0,1         | 81         | 60         | 21         | 48                        |         | 29        | 268       | 44         |
| 2020 | 4.031       | 5.544.415   | 0,1         | 70         | 54         | 16         | 57                        |         | 18        | 263       | 17         |
| 2022 | 4.200       | 5.656.000   | 0,1         | 70         | 54         | 16         | 60                        |         | 20        | 266       | 19         |